# Georg Graf (Richter)
Georg Graf (* 26. September 1906 in Nersingen; † 9. Januar 1977) war ein deutscher Jurist und Richter am Bundesgerichtshof. 

## Leben
Graf war als Oberlandesgerichtsrat am OLG München tätig, bis er am 11. Dezember 1959 zum Richter am Bundesgerichtshof ernannt wurde. Damit verbunden war sein Ausscheiden aus dem Bayerischen Verfassungsgerichtshof, zu dessen berufsrichterlichem Mitglied er erst am 22. Oktober 1959 gewählt worden war. Das Richteramt am Bundesgerichtshof bekleidete er bis zu seinem Eintritt in den Ruhestand am 30. September 1971.

## Ehrungen
- 1971: Großes Verdienstkreuz der Bundesrepublik Deutschland